# Milonice (ort i Tjeckien, lat 49,16, long 17,07)
Milonice är en ort i Tjeckien.   Den ligger i regionen Södra Mähren, i den östra delen av landet, 220 km sydost om huvudstaden Prag. Milonice ligger 252 meter över havet och antalet invånare är 335.
Terrängen runt Milonice är platt norrut, men söderut är den kuperad. Milonice ligger nere i en dal. Runt Milonice är det ganska tätbefolkat, med 72 invånare per kvadratkilometer. Närmaste större samhälle är Vyškov, 14,1 km norr om Milonice. Trakten runt Milonice består till största delen av jordbruksmark.